# انتفاضة الاستقلال (الصحراء الغربية)
انتفاضة الاستقلال أو الانتفاضة الصحراوية الثانية أو انتفاضة مايو أو انتفاضة العيون هي ناشط صحراوي لسلسلة من الاضطرابات والمظاهرات التي اندلعت في مايو 2005 بعد الانتفاضة الصحراوية الأولى في الأجزاء التي يسيطر عليها المغرب من الصحراء الغربية وجنوب المغرب.

## مظاهرات واعتقالات
بدأت المظاهرات في 21 مايو 2005 في العيون، بعد أن قامت الشرطة بتفريق أفراد الشرطة بعنف احتجاجا على نقل سجين صحراوي متهم بتجارة المخدرات وإهانة النظام الملكي المغربي إلى سجن في أغادير، مما أدى إلى مزيد من المظاهرات خلال الأيام القليلة التالية.
وامتدت الاحتجاجات بنهاية مايو إلى مدن أخرى في الصحراء الغربية، مثل السمارة والداخلة، ورافقتها مظاهرات طلاب صحراويين يعيشون في مدن مغربية مثل أكادير والدار البيضاء وفاس ومراكش والرباط.
قامت وحدات الأمن العام المغربية بقمع الاضطرابات، على الرغم من اندلاع بعض المظاهرات اللاحقة المؤيدة للاستقلال، وفي 30 أكتوبر 2005، سُجلت أول حالة وفاة عندما توفي حمدي لمباركي البالغ من العمر 31 عامًا بعد ما أكدت منظمات حقوق الإنسان بسبب وحشية الشرطة أثناء اعتقاله.
وكان أكثر من مائة من المتظاهرين الصحراويين المؤيدين للبوليساريو من قبل السلطات المغربية من قبل حقوق الإنسان الدولي، وتم سجن ما يقرب من ثلاثين متظاهرًا ونشطاء حقوقيين صحراويين معروفين ، ومن بينهم السجين السياسي السابق علي سالم تامك (الذي لم يشارك مباشرة في أي مظاهرات، ولكن تم اعتقاله عند عودته من الخارج)، والناشط الحقوقي محمد المتوكل، وأميناتو حيدر التي جهزت لها حملة دولية للإفراج عنها والتب وقع عليها 178 عضوًا في البرلمان الأوروبي، والتي رشحت لجائزة ساخاروف.
وفي 14 ديسمبر 2005، حكم على 14 صحراويا وناشطًا في مجال حقوق الإنسان من المؤيدين للاستقلال، بمن فيهم النشطاء المذكورون أعلاه ومعظم القادة السياسيين الصحراويين المؤيدين للبوليساريو، بالسجن لمدة تتراوح بين ستة أشهر وثلاث سنوات من قبل المحكمة، بتهمة الإخلال بالنظام العام، والانتماء إلى جمعيات غير قانونية، والتحريض على الاضطرابات، وإلحاق الأضرار بالممتلكات العامة وأعمال الشغب.
حيث نفت الاتهامات منظمة العفو الدولية وهيومن رايتس ووتش وقد أعربتا عن قلقها البالغ إزاء المحاكمات، مشيرة إلى تقارير عن تعرض بعض السجناء للتعذيب وسوء المعاملة في وقت سابق.

## ردود الفعل الدولية
أبدت العديد من منظمات حقوق الإنسان الدولية اهتمامًا بالانتهاكات المزعومة للمتظاهرين الصحراويين، وطالبت منظمة العفو الدولية بفتح تحقيق في عمليات التعذيب للسجناء، ودعت إلى محاكمات عادلة والإفراج عن السجناء السياسيين، وأيضاً هيومن رايتس ووتش وغيرها.
فرض المغرب قيودًا على وصول الصحفيين والدبلوماسيين إلى المنطقة، زاعمًا أن نشطاء البوليساريو يستخدمون وجودهم العلني لإثارة المزيد من أعمال الشغب، ومُنعت بعثات استقصائية من دول أوروبية من دخول الإقليم، بما في ذلك عدة وفود برلمانية رفيعة المستوى وسفراء أجانب لدى المغرب، وطرد العديد من الصحفيين الأجانب، ولكن أيضًا مراسلي الجزيرة، بعد إجراء مقابلات مع المتظاهرين، ومُنع آخرون من زيارتها.
وفي نوفمبر 2005، أغلقت السلطات المغربية عددا من مواقع الإنترنت المؤيدة للاستقلال أو المؤيدة للبوليساريو، وقد أدانت منظمة مراسلون بلا حدود ذلك باعتباره مثالاً على الرقابة على الإنترنت.
صوت 98 برلماني في البرلمان الأوروبي، ضد قرار أكتوبر 2005 الذي "يأسف" لطرد الصحفيين الذين كانوا يغطون الانتفاضة وطالب "بالإفراج الفوري" عن السجناء السياسيين.

## أنظر أيضا
- حقوق الإنسان في الصحراء الغربية
- حقوق الإنسان في المغرب
- سنوات الرصاص
- انتفاضة الزملة
- مخيمات اللاجئين الصحراويين

## روابط خارجية
- اعتقالات جديدة وانتهاكات حقوق الإنسان منظمة العفو الدولية
- المدافعون الصحراويون عن حقوق الإنسان يتعرضون للهجوم منظمة العفو الدولية
- رسالة إلى الملك محمد السادس هيومن رايتس ووتش